# Orang Seletar
Orang Seletar (též Slitar) je jedním z jazyků etnika Orang Laut, kterým se mluví především v Malajsii a Singapuru. Je velmi příbuzný malajštině, někdy se bere i jako dialekt malajštiny. Počet mluvčích je neznámý, odhaduje se na několik stovek.
Podle Ethnologue nemá žádnou psanou formu.
Orang Seletar je uznán jako vážně ohrožený jazyk (podle UNESCO).